# Телегонія
Телегонія (від грец. τηλέ — «далеко» та γονε, γονος — «народження, породження»; тобто «віддалене народження») — псевдонаукове уявлення в галузі репродуктивної біології, яке полягає у тому, що спадкові ознаки попередніх (особливо першого) статевих партнерів самиці начебто можуть передаватися тією чи іншою мірою усім її наступним нащадкам.
Згідно з цим уявленням, якщо в жінки до зачаття дитини були статеві стосунки з одним чи більше партнером, окрім батька цієї дитини, навіть якщо при цьому використовувались презервативи або інші протизаплідні засоби чи робились аборти після «невдалих» статевих актів, то все одно в результаті у народженої такою жінкою дитини, окрім батька, від якого він успадкував гаплоїдний набір хромосом, є ще й декілька батьків за телегонією, від яких він може успадкувати фенотипні ознаки.

## Історія
Вперше ідея телегонії виникла ще у Стародавній Греції та була описана Арістотелем у його творах. Стародавні греки описували походження багатьох своїх міфологічних героїв як таких, що мали двох батьків: один батько був богом, наприклад Зевсом, а інший батько — звичайною людиною. Пізніше, у середні  віки, у зв'язку із «перевідкриттям» Арістотеля, інтерес до телегонії знову підвищився.
На початку 19 століття найвідоміший випадок телегонії був продемонстрований лордом Мортоном та записаний з його слів Чарльзом Дарвіном. Селекціонери-заводчики активно працювали над поліпшенням робочих якостей кінських порід. Було вчинено спробу схрестити свійського коня із витривалою дикою квагою, підвидом зебри. Як матір майбутніх зеброконей дібрали найкращу породисту кобилу лорда арабської породи, а батька — самця квагги. Кобила завагітніла й дала приплід з середніми ознаками, успадкованими від батька й матері. Через невдачу отримати потрібні якості досліди було припинено. Через кілька років кобила була спарована на іншій фермі з чорним арабським скакуном й народила двох лошат, що мали на ногах більш чіткі смуги ніж власне гібрид квагги та коня. Тобто наявна відсутність наукового підходу при вивченні явища, коли поодинокий випадковий збіг двох фактів та ще й розведених у часі (парування зебр і коней та прояв рецесивних ознак фенотипу (зеброїдність на ногах) різної масті в результаті розщеплювання) подається як причинно-наслідковий зв'язок.

## Експериментальна перевірка
Спроби відтворити результат Мортона у дослідах селекціонерів Кассара Юарта (1889), а також І. І. Іванова у заповіднику Асканія-Нова у 10-20-х роках 20 ст. закінчилися невдачею.
Наочним прикладом відсутності впливу материнського організму на генетично детерміноване забарвлення потомства служать численні експерименти по трансплантації чистопорідних зародків від самок однієї породи в іншу. Десятки таких експериментів проведені на кролях, мишах, вівцях тощо. Генетично чорний зародок, що розвивається в організмі білої матері, завжди зростає в чорну особину, а генетично білий зародок, що росте в організмі чорної матері, завжди виявиться істотою білого забарвлення.
Не підтвердилася телегонія також і в дослідах 1959 року на плодових мушках і щурах.

## Наукове пояснення випадків телегонії
За сучасними уявленнями, більшість фактів, що «демонструють явище телегонії» — це поява у потомства ознак, відсутніх у безпосередніх батьків, але які існували у далеких предків. Хрестоматійний приклад — виявлення прихованих (рецесивних) ознак у результаті розщеплювання при певних поєднаннях батьківських генотипів, а також атавізми, спонтанні вторинні мутації, що оновлюють генетичну інформацію, змінену первинною мутацією (такі, як поява хвоста у людської дитини).
На думку полтавського генетика Олександра Близнюченка, при надзвичайно рідкісному явищі переносу частини ДНК самців кроля до зародкового епітелію самиць можливий ефект, схожий на телегонію. Втім, експериментально доведено лише потрапляння радіоактивного тимідину зі сперматозоїдів до епітелію самиць.

## Телегонія у буденній свідомості
Телегонія була спростована як науковим так і співтовариством селекціонерів ще 1889 року під час Пенікуікських дослідів професора зоології Единбурзького університету Джеймса Коссара Юарта James Cossar Ewart. Коссар Юарт є автором статті в 11-ому виданні енциклопедії Британіка про забобон телегонії. Проте уявлення про неї як об'єктивну річ залишаються жити у певних колах донині, маючи поширення серед деяких заводчиків тварин та птахів, особливо собак, коней та голубів. Уявлення про телегонію також відповідає соціально-ідеологічним запитам прошарків суспільства, що засуджують дошлюбний або кримінальний секс, тих, хто при виборі подружжя робить підміну поняттю «здорове коріння» поняттям «соціально-успішне коріння». Концепцію телегонії активно використовують релігійні фундаменталісти, расисти та прибічники інших псевдонаукових поглядів.